# Clemens Gudenus
Clemens Gudenus (* 27. September 1990) ist ein österreichischer Politiker der Freiheitlichen Partei Österreichs (FPÖ). Seit dem 10. Juni 2025 ist er Abgeordneter zum Wiener Landtag und Mitglied des Wiener Gemeinderates.

## Leben
Clemens Gudenus wurde als Sohn des FPÖ-Politikers John Gudenus geboren, sein Bruder Johann Gudenus war bis zu seinem Rücktritt aufgrund der Ibiza-Affäre ebenfalls FPÖ-Politiker.

### Ausbildung und Beruf
Gudenus studierte an der Technischen Universität Wien und war 2010 Milizsoldat. Von 2015 bis  2017 war er als Immobilienmakler tätig. Gudenus ist parlamentarischer Mitarbeiter des FPÖ-Nationalratsabgeordneten Markus Tschank.

### Politik
Seit 2010 ist er in der FPÖ Wien-Wieden engagiert, zunächst bis 2015 als Bezirksjugendobmann-Stellvertreter der Freiheitlichen Jugend und ab 2015 als deren Bezirksobmann. 2012 wurde er Bezirksparteiobmann-Stellvertreter der FPÖ Wieden, wo er von 2012 bis 2018 auch Organisationsreferent war. Von 2015 bis 2018 war er im Bundesvorstand des Ringes Freiheitlicher Jugend (RFJ) und von 2015 bis 2021 stellvertretender Wiener Landesobmann. Ab 2015 gehörte er als Bezirksrat der Bezirksvertretung von Wien-Wieden an und war dort Mitglied im Bauausschuss, in der Sozialkommission und der Verkehrs- und Planungskommission.
2018 wurde er Klubobmann des FPÖ-Bezirksratsklubs Wien-Wieden, ab Juni 2019 war er dort geschäftsführender FPÖ-Bezirksparteiobmann. Er folgte in dieser Funktion seinem Bruder Johann Gudenus nach dessen Rücktritt aufgrund der Ibiza-Affäre nach. Im Februar 2020 wurde Clemens Gudenus zum Bezirksparteiobmann gewählt. Bei der Bezirksvertretungswahl in Wien 2020 war er FPÖ-Spitzenkandidat. Im Oktober 2021 folgte ihm sein Stellvertreter Johannes Hübner als Parteiobmann der FPÖ Wieden nach.
Nach der Landtags- und Gemeinderatswahl in Wien 2025 wurde er in der konstituierenden Sitzung der 22. Wahlperiode am 10. Juni 2025 als Abgeordneter zum Wiener Landtag und Gemeinderat angelobt. Dort wurde er Mitglied im Gemeinderatsausschuss für Klima, Umwelt, Demokratie und Personal sowie im Gemeinderatsausschuss für Wohnen, Wohnbau, Stadterneuerung und Frauen und Schriftführer des Gemeinderates und des Landtages.